# Пояна-Мікулуй
Пояна-Мікулуй (рум. Poiana Micului) — село у повіті Сучава в Румунії. Входить до складу комуни Менестіря-Хуморулуй.
Село розташоване на відстані 359 км на північ від Бухареста, 36 км на захід від Сучави, 147 км на північний захід від Ясс.

## Населення
За даними перепису населення 2002 року у селі проживали 998 осіб.
Національний склад населення села:
| Національність | Кількість осіб | Відсоток |
| -------------- | -------------- | -------- |
| поляки         | 493            | 49,4%    |
| румуни         | 488            | 48,9%    |
| німці          | 15             | 1,5%     |

Рідною мовою назвали:
| Мова      | Кількість осіб | Відсоток |
| --------- | -------------- | -------- |
| польська  | 502            | 50,3%    |
| румунська | 482            | 48,3%    |
| німецька  | 12             | 1,2%     |